# 杰马尔·亚纳尔马兹
杰马尔·亚纳尔马兹（土耳其語：Cemal Yanılmaz，1934年1月2日—2018年6月6日），土耳其男子摔跤运动员。他曾代表土耳其参加世界摔跤锦标赛，获得一枚金牌和一枚铜牌。他也曾参加1964年夏季奥林匹克运动会。